# Dodger Savage
Mark "Dodger" Savage (previamente "Blake") es un personaje ficticio de la serie de televisión británica Hollyoaks, interpretado por el actor Danny Mac del 7 de abril de 2011 hasta el 20 de enero de 2015.

## Antecedentes
Es el hermano gemelo de Sienna Blake y medio hermano protector de Will y Liberty Savage.

## Biografía
En el 2012 Dodger descubrió que Dirk Savage no era su padre biológico y con la ayuda de Texas Longford encontró que sus padres biológicos se llamaban Patrick y Anna Blake y que su nombre verdadero era "Mark Blake". Más tarde después de encontrar a su padre biológico descubre que tiene una hermana gemela llamada Sienna.
En el 2014 Patrick revela que años atrás cuando Dodger y Sienna no sabían que eran hermanos, se habían conocido y se habían terminado acostado una vez, y que Caroline "Nico" Blake, era en realidad hija de Dodger.
En octubre del mismo año Theresa le revela a Dodger que el bebé que estaba esperando era de él, poco después Theresa da a luz a una niña a la que llama, Myra-Pocahontas Regina Madonna Savage-McQueen.